# L'Épouvantail (film, 1942)
Pour les articles homonymes, voir L'Épouvantail.
Pour plus de détails, voir Fiche technique et Distribution.
L'Épouvantail est un court métrage d'animation
français réalisé par Paul Grimault en 1942 et sorti l'année suivante.

## Synopsis
Le court métrage raconte l'histoire d'un épouvantail essayant d'empêcher un chat de manger deux oiseaux.

## Fiche technique
- Réalisation : Paul Grimault
- Scénario : Maurice Blondeau, Paul Grimault, Jean Aurenche
- Musique : Roger Désormière, Jean Wiener
- Animateurs[1] : Henri Lacam, Léon Dupont, Gabriel Allignet, Jean Vimenet, Georges Juillet
- Société de production : Les Gémeaux (Paris)
- Pays :  France
- Genre : animation
- Durée : 10 minutes
- Date de sortie : 
  - France - 29 août 1943

## Varia
Le personnage de l'épouvantail apparaît, lui et son court métrage, dans le film La Table tournante.

## Adaptation
En 1945, le court métrage est adapté en livre.

## Récompenses
- 1943 : Prix Émile-Reynaud[2]
- 1943 : Mention du Prix Émile-Cohl, le prix n'étant pas décerné cette année.